# Зее (Австрія)
Зее (нім. See) — громада округу Ландек у землі Тіроль, Австрія.
Зее лежить на висоті 1056 м над рівнем моря і займає площу 58,08 км². Громада налічує 1164 мешканців.
Густота населення 20/км².
|                              |
| Зее на мапі округу та землі. |

 Адреса управління громади: Au 220, 6553 See (Gemeinde).